# 久拉特庫爾國家公園

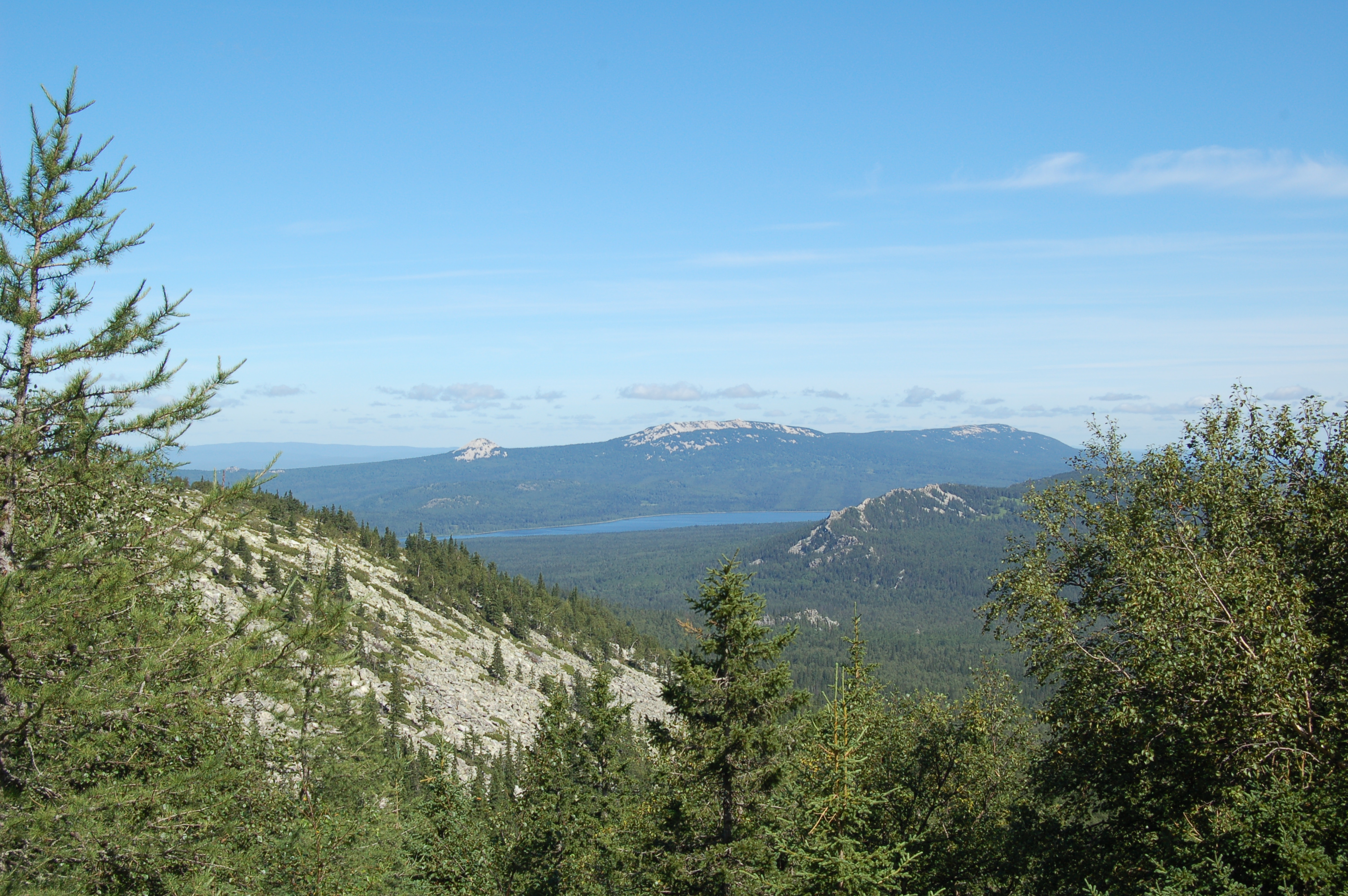

54°50′56″N 58°56′26″E / 54.84889°N 58.94056°E
久拉特庫爾國家公園（俄语：Национальный парк «Зюраткуль»）俄羅斯的國家公園，位於該國西南部車里雅賓斯克州，成立於1993年11月3日，面積882平方公里，有17種魚類、3種兩棲類、36種爬蟲類、145種鳥類、40種哺乳類動物棲息。